# Busholmen (vid Våtskär, Lovisa)
Busholmen är en ö i Finland. Den ligger i Finska viken och i kommunen Lovisa i den ekonomiska regionen  Lovisa i landskapet Nyland, i den södra delen av landet. Ön ligger omkring 67 kilometer öster om Helsingfors.
Öns area är 8,6 hektar och dess största längd är 360 meter i öst-västlig riktning. Ön höjer sig omkring 25 meter över havsytan.

## Klimat
Inlandsklimat råder i trakten. Årsmedeltemperaturen i trakten är 5 °C. Den varmaste månaden är augusti, då medeltemperaturen är 16 °C, och den kallaste är januari, med −5 °C.